# Bruno Battisti D'Amario
Bruno Battisti D'Amario (Roma, 5 ottobre 1937) è un compositore e chitarrista italiano.

## Biografia
In attività dal 1958 è considerato uno dei massimi esponenti del chitarrismo nazionale e internazionale, esibendosi in concerto nelle più celebrate Istituzioni musicali italiane e straniere; ha collaborato con i più importanti direttori d'orchestra: Franco Ferrara, Pierre Boulez, Gianandrea Gavazzeni, Lovro von Matačić, Pierluigi Urbini, Daniele Paris, Ennio Morricone, Bruno Maderna (del quale esegue il brano per chitarra 10 corde "Y después") , Pietro Argento, Carlo Alberto Pizzini (del quale ha eseguito in prima assoluto il concerto per chitarra e orchestra Para tres hermanas) e moltissimi altri.
In concerti di musica da camera ha suonato con i più importanti solisti e interpreti internazionali: Severino Gazzelloni, Dino Asciolla, Pina Carmirelli, Bruno Giuranna, A. Persichilli, M. De Robertis, P. Bernardi, A.M. Pernafelli, E. Zanibon, Giuseppe Anedda, I Solisti di Roma, Nuova Consonanza, ecc.
Proveniente da una famiglia di musicisti, riceve la sua formazione musicale al Conservatorio Santa Cecilia di Roma, dove è allievo di Benedetto Di Ponio e di Mario Gangi, e dove si diploma in chitarra e in composizione; proprio in questo periodo conosce Ennio Morricone, che lo coinvolge come musicista e solista di chitarra classica ed elettrica nella realizzazione di incisioni per alcuni cantanti della RCA Italiana e per i film western di Sergio Leone. La sua chitarra si ascolta, ad esempio, nelle colonne sonore composte da Ennio Morricone per i film Per qualche dollaro in più, Il buono, il brutto, il cattivo, C'era una volta il West, Il mio nome è Nessuno, Metti, una sera a cena, Sacco e Vanzetti, Indagine su un cittadino al di sopra di ogni sospetto , nelle musiche di Armando Trovajoli per la commedia musicale Rugantino, nella colonna di Riz Ortolani per il film Fratello sole sorella luna, in quella di Fiorenzo Carpi per lo sceneggiato Le avventure di Pinocchio e in molte colonne sonore di Nino Rota (tra le quali ricordiamo Fantasmi a Roma, Romeo e Giulietta, ecc.) 
Tra gli anni 60 e 70 suona la chitarra in numerosi brani di successo arrangiati da Ennio Morricone cantati da Gianni Morandi (Andavo a cento all'ora, Fatti mandare dalla mamma, C'era un ragazzo che come me, ecc.),  di Domenico Modugno (tra cui "Notte di luna calante" con la chitarra elettrica), Rita Pavone, Luigi Tenco (tra cui Quello che conta, Se potessi amore mio e Un giorno dopo l'altro), Riccardo Cocciante (Poesia,  Margherita) e molti altri cantanti del periodo.
È il vincitore dell'unico concorso per chitarra indetto dalla Rai Radiotelevisione Italiana per l'assunzione a tempo indeterminato nei propri organici (assunzione in seguito rifiutata per potersi dedicare alla carriera concertistica).
Dal 1969 ha iniziato la sua attività didattica insegnando nei Conservatori di Stato L. D'Annunzio di Pescara, San Pietro a Maiella di Napoli, Luigi Cherubini di Firenze, Santa Cecilia di Roma. Ha inoltre insegnato in numerosissimi prestigiosi corsi di perfezionamento nazionali e internazionali tra cui ricordiamo quelli di Sorrento, Ravello, Mezzolombardo, Udine, Atri, Accademia Musicale Pescarese, Ars Academy ecc. Ha preso parte al Festival delle Nazioni di Città di Castello.
Lavora anche con l'orchestra di Armando Trovajoli, prendendo parte nella stagione 1962-1963 alla commedia musicale Rugantino di Garinei e Giovannini, ed ha l'occasione di collaborare con i Marc 4, divenendo di fatto uno dei componenti del gruppo; entra inoltre nell'Orchestra della Rai.
A partire dal 1969 realizza alcuni album strumentali di chitarra per la sottoetichetta della Vedette di Armando Sciascia, la Phase 6 Super Stereo.
Collabora poi con Nicola Piovani, e viene da lui coinvolto nella registrazione di due album di Fabrizio De André, Non al denaro, non all'amore né al cielo e Storia di un impiegato. Negli anni settanta si dedica anche all'attività di arrangiatore, lavorando tra gli altri con Umberto Bindi per l'album Io e il mare e con Chiara Grillo (che è stata anche una sua allieva) per La rondine.
Attualmente ha ripreso una intensa attività come compositore scrivendo brani per chitarra sola, chitarra e altri strumenti, chitarra e orchestra. Molte di queste opere saranno a breve stampate dalle Edizioni Sconfinarte di Milano.
La Gangemi Editore ha stampato il libro I tarocchi, meditazioni e musica, un viaggio interiore attraverso le carte degli Arcani Maggiori dei Tarocchi espresso musicalmente da 22 particolari composizioni per chitarra e nastro magnetico. Il libro, visto il successo ottenuto, è stato recentemente stampato anche in lingua inglese per il mercato americano.
Il 7 giugno 1984 è stato insignito di medaglia d'oro dal Centro Internazionale di Arte e Cultura Foyer des artistes  con la seguente dicitura: "per avere, attraverso una encomiabile attività concertistica e didattica in Italia e all'estero, fatto conoscere l'arte della chitarra classica".
Ad Alessandria il 29 settembre 2001 nell'ambito del 6º Convegno Internazionale di Chitarra, gli viene assegnata la Chitarra d'oro per la didattica.

## Discografia

### Album
- 1967 - La chitarra dai mille suoni (Vedette Records, VPAS 802)
- 1968 - J.S. Bach a 200 w. (Vedette Records, VPAS 867)
- 1968 - Jazz at Meridiana (Bossa nova) (Cooper Records, CP. 225)
- 1969 - Sei corde per mille suoni (Phase 6 Super Stereo, VPAS 867)
- 1969 - Music For Movement (Roman Record Company, LPD 4521)
- 1970 - Impressioni a sei corde (Edizioni Musicali Firmamento, FM - 9)
- 1971 - Dreams (Sogni) (Phase 6 Super Stereo, VPAS 877)
- 1971 - Rhapsody - La chitarra dai mille suoni 2 (Phase 6 Super Stereo, VPAS 917)
- 1972 - Guitars In The Night (Phase 6 Super Stereo, VPAS 877)
- 1973 - Trasparenze (NIKE Edizioni Musicali, NCM 1001); con Filippo Rizzuto, Enrico Cortese e Franco Goldani)
- 1974 - Tensioni (NIKE Edizioni Musicali, NCM 1002); con Angelo Baroncini, Enrico Cortese e Franco Goldani)
- 1974 - Samba para ti (Phase 6 Super Stereo, VPAS 930); con Edda Dell'Orso)
- 1974 - Chitarre Folk (NIKE Edizioni Musicali, NCM 1004); con Edda Dell'Orso)
- 1974 - La guitare italienne (Arion, ARN 33225)
- 1975 - Granada (Phase 6 Super Stereo, VPAS 934; con Edda Dell'Orso)
- 1976 - bruno battisti d'amario (General Music, gml 10002)
- 1976 - Tastiere oggi (NIKE Edizioni Musicali, NCM 1005)
- 1977 - Guitar Gems (Ars Nova, VST 6025)
- 1980 - Paganini - Musiche per chitarra (Edipan, PAN NRC 5013/14)
- 1981 - Chitarra in concerto (Flam, FLP 705)
- 1991 - Colori della chitarra (Hard, HCD 2221)
- 2005 - Psycho film (Giallo Records, SAF 045)

Incisione con il maestro Luigi Zito; l'album raccoglie alcune musiche per film di Battisti D'Amario e Zito del 1968 e del 1971)
- Sambamania (Replay Music, RMCD 4125)
- I secoli del liuto (Minstrel, WLP 120)
- Guitar fantasia (Vedette Records, VSM 38528)
- Sarabanda (Vedette Records, VMC 3005)
- Virtuose gitarrenmusik (Christophorus, SCGLB 73814)
- Tra rinascimento e barocco (Hard, HLP 214); con i Solisti di Roma)
- Natura e musica n. 1 (Grand Prix, GP. 121); con Baldo Maestri, Alfio Galicani, Eraclio Sallustio, Antonio Russo

### Collaborazioni
Dischi di altri artisti in cui ha suonato Bruno Battisti D'Amario. Tranne dove indicato, i dischi sono da intendersi come album 33 giri o CD.
| Anno | Interprete        | Titolo Album o singolo                                                         |
| ---- | ----------------- | ------------------------------------------------------------------------------ |
| 1968 | Bruno Filippini   | Canzone d'amore/Hip, hip, hip, hurrah! (45 giri)                               |
| 1971 | Fabrizio De André | Non al denaro, non all'amore né al cielo                                       |
| 1972 | Claudio Baglioni  | Fratello sole sorella luna/Preghiera semplice/Canzone di San Damiano (45 giri) |
| 1973 | Fabrizio De André | Storia di un impiegato                                                         |
| 1976 | Umberto Bindi     | Io e il mare                                                                   |
| 1978 | Chiara Grillo     | La rondine                                                                     |

## Colonne sonore
Colonne sonore in cui ha suonato in qualità di solista di chitarra classica e chitarra elettrica Bruno Battisti D'Amario
- Per un pugno di dollari, di Ennio Morricone (regia di Sergio Leone) (1964)
- Per qualche dollaro in più, di Ennio Morricone (regia di Sergio Leone) (1965)
- Il buono, il brutto, il cattivo, di Ennio Morricone (regia di Sergio Leone) (1966)
- Quién sabe?, di Luis Enríquez Bacalov (regia di Damiano Damiani) (1966)
- His Name Was King, di Luis Enríquez Bacalov (regia di Giancarlo Romitelli) (1971)
- Il vero e il falso (film), di Giorgio Gaslini (regia di Eriprando Visconti) (1972)
- L'harem, di Ennio Morricone (regia di Marco Ferreri) (1967)
- C'era una volta il West, di Ennio Morricone (regia di Sergio Leone) (1968)
- Romeo e Giulietta, di Nino Rota (regia di Franco Zeffirelli) (1968)
- E se per caso una mattina..., regia di Vittorio Sindoni (1972)
- Fratello sole, sorella luna, di Riz Ortolani (regia di Franco Zeffirelli) (1972)
- Il mio nome è Nessuno, di Ennio Morricone (regia di Tonino Valerii) (1973)
- Baarìa, di Ennio Morricone (regia di Giuseppe Tornatore) (2009)